# نيرمالا جوشي
نيرمالا جوشي (مواليد 23 يوليو 1934 - الوفاة 23 يونيو 2015) تولت رئاسة الجمعية في 1997 بعد وفاة الأم تيريزا الفائزة بجائزة نوبل وسعت نيرمالا نشاط الجمعية لتشمل 134 دولة إذ افتتحت مراكز لها في دول مثل أفغانستان وإسرائيل وتايلاند.
وتركت نيرمالا المنصب عام 2009 لسوء حالتها الصحية.

## وفاتها
توفيت الأخت نيرمالا جوشيالراهبة التي خلفت الأم تيريزا على رأس جمعية الإرساليات الخيرية في مدينة كلكتا الهندية،يوم الثلاثاء عن عمر ناهز 81 عاما .